# Agra giesberti
Agra giesberti – gatunek chrząszcza z rodziny biegaczowatych i podrodziny Lebiinae.
Gatunek ten został opisany w 2002 roku przez Terry'ego L. Erwina. W obrębie rodzaju Agra zaliczany jest do grupy gatunków A. buqueti.
Chrząszcz o ciele długości od 17,8 do 21,5 mm i szerokości od 4 do 5,8 mm, silnie błyszczący, ubarwiony smoliście z rudawą głową i rudoceglastymi odnóżami i czułkami. Przedplecze wydłużone, z przodu rurkowate, opatrzone wieloma szczecinkami. Pokrywy z naprzemiennymi rzędami małych i dużych dołków i płytko, skośnie łukowatym wierzchołkiem. Szóste sternum obu płci V-kształtnie wycięte. Edeagus samca ma wyraźnie zwężony wierzchołek i średniej długości ostium.
Gatunek neotropikalny, znany z Kostaryki, Panamy i Gwatemali.